# Макуру (футбольный клуб)
Макуру (англ. Makuru Football Club Honiara) — футбольный клуб с Соломоновых Островов. Выступает в чемпионате Хониары.
Клуб отказался участвовать в новом формированном чемпионате Телеком С-Лига из-за религиозных причин, так как религиозные обычаи не позволяет играть по субботам.

## Достижения
- Чемпионат Соломоновых островов по футболу
  -  Серебро (1) — 2007/08
  -  Бронза (1) — 2006/07

- Чемпионат Хониары по футболу
  -  Чемпион (2) — 2004, 2007

## Состав
Примечание: Флаги указываются, так как игрок может иметь более одного гражданства по правилам ФИФА.
| №  |                    | Позиция | Игрок          |
| -- | ------------------ | ------- | -------------- |
| 1  | Соломоновы Острова | Вр      | Феликс Рэй     |
| 2  | Соломоновы Острова | Нап     | Лесли Какаи    |
| 3  | Соломоновы Острова | Защ     | Адика Маета    |
| 4  | Соломоновы Острова | Защ     | Джон Иани      |
| 5  | Соломоновы Острова | Защ     | Моффат Килифа  |
| 6  | Соломоновы Острова | Защ     | Лесли Лео      |
| 7  | Соломоновы Острова | ПЗ      | Алик Маемае    |
| 8  | Соломоновы Острова |         | Бен Кунуа      |
| 9  | Соломоновы Острова |         | Монистин Санга |
| 10 | Соломоновы Острова | Нап     | Батрам Сури    |
| 12 | Соломоновы Острова | Защ     | Берри Галокале |

| №  |                    | Позиция | Игрок              |
| -- | ------------------ | ------- | ------------------ |
| 13 | Соломоновы Острова | ПЗ      | Джордж Луи         |
| 14 | Соломоновы Острова |         | Джордж Афиа        |
| 15 | Соломоновы Острова | ПЗ      | Макс Руку          |
| 17 | Соломоновы Острова | Нап     | Джон Анита         |
| 18 | Соломоновы Острова | ПЗ      | Пол Какаи Джуниор  |
| 19 | Соломоновы Острова | ПЗ      | Роберт Мафане      |
| 20 | Соломоновы Острова | Вр      | Леон Лекезотто     |
| 21 | Соломоновы Острова | Защ     | Деррик Таебо       |
| 22 | Соломоновы Острова | Защ     | Нельсон Сэл Килифа |
|    | Соломоновы Острова | ПЗ      | Джордж Аба         |